# 甲竹林镇
甲竹林镇（藏語：རྒྱ་དྲུག་གླིང་，威利转写：rgya drug gling），是中华人民共和国西藏自治区山南市贡嘎县下辖的一个乡镇级行政单位。

## 行政区划
甲竹林镇下辖以下地区：
甲竹林社区、朗杰林社区、沃拉社区、新村、甲日村和甲日普村。